# Johann Justus Vieth von Golßenau
Johann Justus Vieth von Golßenau (* 1. Januar 1770 in Meißen; † 26. Mai 1853 in Tetschen, Böhmen) war ein sächsischer Generalmajor.

## Leben
Johann Justus Vieth trat 1785 in die sächsische Leibgrenadiergarde ein und stieg bis 1806 zum Kapitän des Generalstabs auf. 1810 wurde er zum Oberst befördert. 1812 wurde Vieth durch einen Schlaganfall dienstunfähig, somit konnte er nicht am Russlandfeldzug während des Sechsten Koalitionskrieges teilnehmen. Stattdessen wurde er 1813 zum Stadtkommandant von Dresden ernannt. Er befürwortete mit anderen Personen wie Dietrich von Miltitz und Georg Ludwig von Welck im Frühjahr 1813 den schnellen Anschluss an Preußen bzw. die Koalition, damit Sachsen gerettet wird. Nach der Niederlage Sachsens in der Schlacht bei Großgörschen im Mai 1813 zog sich Vieth nach Böhmen zurück. 1815 wurde Vieth auf eigenen Wunsch aus dem Staatsdienst entlassen. Danach lebte er in Tetschen, wo er im Mai 1853 starb.
Er entstammte dem lausitzisch-sächsischen Geschlecht der Vieth von Golßenau mit dem namengebenden Schloss Golßen in der Herrschaft Golßen im heutigen Landkreis Dahme-Spreewald in Brandenburg.
Er starb unvermählt und war der Urgroßonkel des Schriftstellers Ludwig Renn.

## Werke
- Auszüge aus den Papieren eines Sachsen. Anekdoten und Ereignisse als Beiträge zur Geschichte des Königreichs Sachsen in den Jahren 1812 bis 1815., 1843.